# 下茄苳南堡
下茄苳南堡，是台灣南部自清治時期至日治初期的一個行政區劃，其範圍包括今嘉義縣水上鄉的東南部，以及台南市的白河區中北部、後壁區東南部及新營區北部。
下茄苳南堡北邊為下茄苳北堡、嘉義西堡，東邊為嘉義東堡，南邊為哆囉嘓東下堡、哆囉嘓西堡、鐵線橋堡、太子宮堡，西邊為鹽水港堡。

## 管轄街庄
下茄苳南堡共轄19個庄：
- 今水上鄉境內：番仔藔庄、牛稠埔庄、三界埔庄
- 今白河區境內：竹仔門庄、埤仔頭庄、店仔口街、頂秀祐庄、下秀祐庄、客庄內庄、馬稠庄
- 今後壁區境內：本協庄、烏樹林庄、安溪藔庄
- 今新營區境內：許丑庄、埤藔庄、王公廟庄、後鎮庄、土庫庄、卯舍庄